# II. Theodo bajor herceg
II. Theodo (665 előtt - kb. 717. október 15.) a bajorok hercege volt 680 és 717 között. Néha V. Theodóként említik, ha figyelembe veszik az állítólag 570 előtt élt, legendás I-III. Theodókat. II. Theodo korától kezdve a bajor hercegek uralkodása már viszonylag jól dokumentált.

## Élete

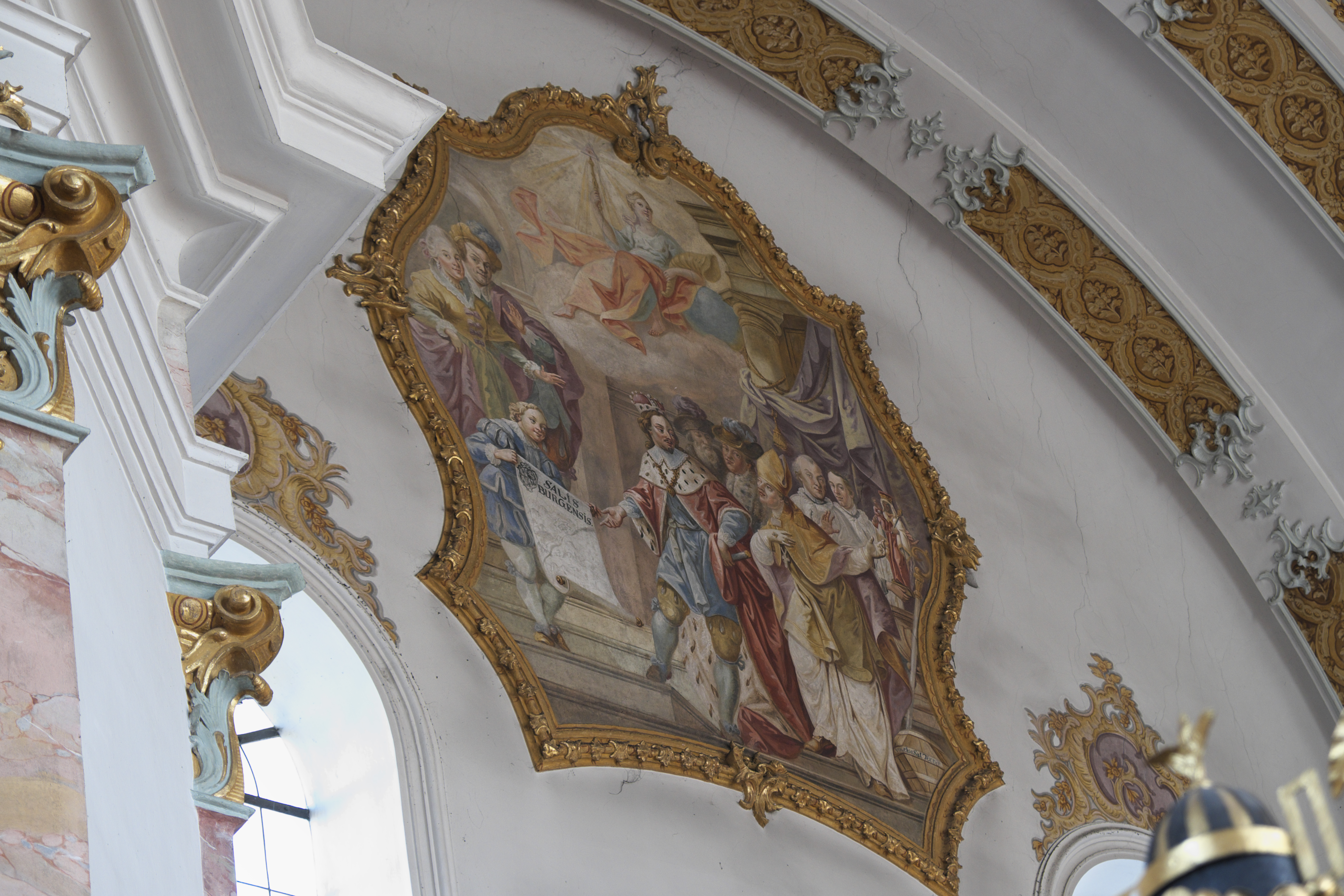
II. Theodo herceg és Salzburgi Rupert érsek (freskó a bajorországi Kirchweidach templomában)

II. Theodo az Agilolfing-házból származott. Szülei nem ismertek, feltehetően II. Garibald unokája volt. 680-tól (amikor elődjét, a püspökgyilkos Lantpertet frank nyomásra elűzték) önálló fejedelemként uralkodott Bajorországban és a bajorok egész szállásterületén. Felesége a frank Folchaid volt. Beavatkozott az itáliai longobárdok trónviszályába és 702 körül menedéket adott a menekülő Ansprandnak. 
715-ben Rómába utazott, hogy II. Gergely pápával megtárgyalja egy bajor egyházi tartomány létrehozását. Valószínűleg már ekkor eltervezték a négy nagy egyházmegye (Regensburg, Freising, Passau és Salzburg) kialakítását, de a tényleges alapításra csak 739-ben, Odilo idejében került sor. Ugyanebben az évben feleségül adta lányát, Guntrudot Liutprandhoz, Ansprand fiához. 
A 8. század elejétől maga mellé vette társuralkodóként fiát, Theudebertet. Végakaratában felosztotta hercegségét négy fia, Theudebert, Theudebald, Tassilo és Grimoald között.

## Fordítás
- Ez a szócikk részben vagy egészben  a   Theodo II. című német Wikipédia-szócikk ezen változatának fordításán alapul.  Az eredeti cikk szerkesztőit annak laptörténete sorolja fel. Ez a jelzés csupán a megfogalmazás eredetét és a szerzői jogokat jelzi, nem szolgál a cikkben szereplő információk forrásmegjelöléseként.